# Панін Григорій Валерійович
Григорій Валерійович Панін (рос. Григорий Валерьевич Панин; 24 листопада 1985, м. Караганда, СРСР) — російський хокеїст, захисник. Виступає за «Ак Барс» (Казань) у Континентальній хокейній лізі. 
Вихованець хокейної школи «Лада» (Тольятті). Виступав за «Лада-2» (Тольятті), ЦСК ВВС (Самара), «Лада» (Тольятті). 
У складі молодіжної збірної Росії учасник чемпіонату світу 2005. 
Досягнення
- Володар Кубка Гагаріна (2009, 2010)
- Срібний призер чемпіонату Росії (2005)
- Володар Континентального кубка (2008)
- Срібний призер молодіжного чемпіонату світу (2005).